# Ito (eiland)
Ito is een eiland in Papoea-Nieuw-Guinea. Het is 3.5 km² groot en het hoogste punt is 135 meter. Er komen twee zoogdieren voor, de koeskoes Phalanger intercastellanus en de vleermuis Pteropus hypomelanus.